# مهره تالو
مهره تالو (به انگلیسی: Talu Na Mohra) یک شهر در پاکستان است که در اسلام‌آباد واقع شده‌است. مهره تالو ۶۶٬۶۱۸ نفر جمعیت دارد و ۵۶۱ متر بالاتر از سطح دریا واقع شده‌است.